# Partido judicial de Riaño
El antiguo partido judicial de Riaño era un Partido Judicial de la provincia de León, España.
Desaparece en 1988, pasando su jurisdicción al nuevo de Cistierna.

## Municipios pertenecientes
Estaba situado en el extremo noreste de la provincia.
Los 19 municipios bajo su jurisdicción en 1950 eran los siguientes:
- Acebedo
- Boca de Huérgano
- Burón
- Cistierna
- Crémenes
- Maraña
- Oseja de Sajambre
- Pedrosa del Rey
- Posada de Valdeón
- Prado de la Guzpeña
- Prioro
- Puebla de Lillo
- Renedo de Valdetuéjar
- Reyero
- Riaño
- Sabero
- Salamón
- Valderrueda
- Vegamián